# Теон Смирнский
Теон Смирнский (Θέων ὁ Σμυρναῖος, 1-я пол. II в. н. э.) — греческий философ (представитель среднего платонизма), математик, теоретик музыки. Известен как автор трактата Изложение математических предметов, полезных при чтении Платона (лат. сокр. Expositio) — компиляции сведений из области «математического» цикла наук: арифметики, геометрии, гармоники («музыки») и астрономии.

## Биография
О жизни Теона сведений почти нет, за исключением того, что Клавдий Птолемей в Альмагесте (I, 2, 275 и 296—299) упоминает ряд наблюдений Меркурия и Венеры, произведённых «Теоном математиком» при императоре Адриане в 127—132 гг. н. э. В Смирне (совр. Измир) была найдёна статуя, установленная «жрецом Теоном для его отца, Теона философа-платоника»; на основании стиля она также датируется временем правления императора Адриана.

## Общий обзор трактата
Текст Теона основывается на сочинениях многочисленных предшественников, и прежде всего на компилятивных трудах перипатетика Адраста Афродисийского и платоника Трасилла; кроме того, в тексте упоминается Деркиллид, чьим сочинением Теон также, возможно, пользовался. Теон опирается на научные результаты Архимеда, Эратосфена и Гиппарха, упоминает древних авторов пифагорейской традиции: Гиппаса, Филолая, Архита, Аристоксена.
Трактат Теона обращен к широкому кругу слушателей платонических школ, которые «не имели возможности упражняться в математике, но всё же хотели бы изучать писания Платона» (Expos. 1.10-12 Hiller). В своем сочинении, жанр которого он сам определяет как «сокращенное изложение», Теон ставит задачу рассмотреть «существенные и необходимые характеристики важнейших математических теорем арифметики, музыки, геометрии, стереометрии и астрономии, без которых, как говорил Платон, невозможна блаженная жизнь» (1.15-2.1).
В дошедшем до нас виде сочинение Теона состоит из введения и трёх частей, посвящённых арифметике, музыке и астрономии (части о геометрии утрачены). Во введении Теон говорит о цели своего сочинения, приводит многочисленные цитаты из Платона, говорящие о пользе изучения математических наук, а также сравнивает процесс обучения платоновской философии с порядком передачи мистерий.
Первым идёт очищение, которое приобретается изучением с детства требуемых математических наук… Посвящение состоит в передаче теорем философии, логики, политики и физики. Обозрением называется занятие умопостигаемым, истинно сущим и идеями. Увенчанием венками считается передача теории от усвоивших её к другим. Пятая ступень — это совершенная и торжествующая благая жизнь, которая, согласно самому Платону, есть уподобление богу, насколько это возможно (15.8-16.2).

## Арифметика
Арифметическая часть трактата (17.25-46.19) предваряется изложением учения об одном и единице.
Согласно пифагорейскому преданию, числа являются началом, источником и корнем всего. Число есть собрание единиц, или начинающееся с единицы восхождение и завершающееся на единице нисхождение множеств. Единица же представляет собой предельное количество (начало и элемент числа), которое, будучи удалено из множества посредством отнятия и изолировано от него, остаётся одиноким и неизменным: ведь его дальнейшее рассечение невозможно. Если мы разделим чувственно воспринимаемое тело на части, по количеству оно станет из одного многим, и если каждую часть продолжать делить, всё окончится на одном; и если мы далее разделим одно на части, эти части произведут множество, и деление частей снова окончится на одном (17.25-18.15)… Как число отличается от счислимого, так единица от одного. Число есть умопостигаемое количество, к примеру 5 как таковое и 10 как таковое, бестелесное и не воспринимаемое чувствами, но одним лишь умом. Счислимое же есть чувственно воспринимаемое количество — 5 лошадей, 5 быков, 5 человек. Единица является умопостигаемой идеей одного, и она неделима; а одно воспринимаемо чувствами, и о нём говорят как об одном: одна лошадь, один человек. Началом чисел является единица, а началом счислимого — одно. И одно, будучи воспринимаемым чувственно, может быть делимо до бесконечности, но не как число и начало чисел, а как чувственно воспринимаемое. А умопостигаемая единица по своей сути неделима, в отличие от чувственно воспринимаемого одного, делимого до бесконечности. Счислимые предметы также отличаются от чисел, ведь первые телесны, а вторые бестелесны (19.13-20.5).
Это различение умопостигаемого мира математических сущностей и чувственно воспринимаемого мира вещей, представляет собой усовершенствование пифагорейской доктрины, принадлежащее Платону. Во всяком случае, сам Теон указывает, что такие поздние пифагорейцы, как Филолай и Архит, этого различения ещё не знали, называя единицу — одним, и одно — единицей.
Далее в арифметическом разделе рассматриваются свойства различных видов чисел: чётных и нечётных, простых и составных, многоугольных и телесных, совершенных, избыточных и недостаточных, сторонних и диагональных. Приводимые результаты не сопровождаются при этом никакими доказательствами.

## Гармоникаи учение о пропорциях
В музыкальном разделе (46.20-119.21) говорится о ведущем значении числовой гармонии, рассматриваются основные элементы музыкальной теории. Теон сообщает о том, как пифагорейцы открыли числовую природу музыкальных созвучий, обсуждает знаменитую «космическую гамму» Платона. Применительно к теории музыки рассматривается также учение о числовых отношениях, пропорциях и средних.
Трактат Теона содержит уникальные цитаты из Эратосфена (Платоник), Адраста, Трасилла и других ныне утраченных античных текстов. Прежде всего, это знаменитый пассаж, связывающий имя Платона с задачей удвоения куба (2.3-12). Далее, это ряд фрагментов, относящихся к уточнению сущности пропорции, отношения и интервала.
У Теона имеется также краткое описание пифагорейского алгоритма разворачивания всех без исключения отношений неравенства из отношения равенства (107.23-111.9). Этот алгоритм рассматривается также Арифметике Никомахом Герасского и в комментариях в ней Ямвлиха. Текст Теона интересен тем, что позволяет установить источники. Во-первых, это книга Адраста, в которой содержалось некое доказательство. Во-вторых, это книга Эратосфена, в которой доказательство опущено. Но раз оно было опущено, значит оно уже существовало прежде, что подтверждает древнее происхождение данного алгоритма, открытого либо математиками платоновской школы, либо их предшественниками.

## Числовое богословие
Здесь же передаётся древнее пифагорейское учение о четверице и декаде, и обсуждаются свойства чисел первой десятки. Четверица — это первые четыре числа 1 2 3 4; в сумме они дают десять, то есть декаду. В четверице обнаруживаются основные музыкальные созвучия, от двойной октавы 4 : 1 до кварты 3 : 4. Но пифагорейцы почитали её не только по этой причине, ибо они считали, что в ней заключена природа целого, проявляющаяся прежде всего в геометрических интерпретациях: один — точка, два — прямая, три — плоскость, четыре — тело, то есть «целое». Называет Теон и другие четверицы, относящиеся как к миру вещей, так и к миру умопостигаемых сущностей, общим числом одиннадцать.

## Астрономия
Астрономический раздел (120.1-205.6) трактата Теона носит обзорный характер и в целом схож с аналогичными сочинениями Гемина и Клеомеда. Этот материал восходит к широкому кругу авторов, от пифагорейцев до Гиппарха; часть его известна также по Альмагесту Клавдия Птолемея. Здесь обсуждаются доводы в пользу сферической формы Неба и Земли, излагается учение о небесных кругах, рассматривается теория эксцентриков и эпициклов и учение о небесных сферах, объясняются причины солнечных и лунных затмений, излагается краткая история астрономических открытий. В этом разделе Теон упоминает свой комментарий к Государству Платона и сообщает, что «по этому разъяснению мы построили сферу; ведь сам Платон говорит, что обучать без зрительного уподобления — напрасный труд» (146.3-8).

## Другие сочинения
Касательно других сочинений Теона в одном арабском тексте сообщается, что Теон написал сочинение о правильном порядке диалогов Платона, в котором он принимает их распределение по тетралогиям, восходящее к Трасиллу.

## Рецепция
В честь Теона Смирнского назван кратер на Луне.

### Сочинения
- Theonis Smyrnaei philosophi platonici expositio rerum mathematicarum ad legendum Platonem utilium. Rec. E. Hiller. Lipsiae: Teubner, 1878.
- Théon de Smyrne. Exposition des connaissances mathématiques utiles pour la lecture de Platon. Trad. J. Dupuis. Paris: Hachette, 1892. (Repr. Bruxelles: Culture et Civilisation, 1966) (франц. перевод)
- Theon of Smyrna. Mathematics useful for understanding Plato. Trans. R. and D. Lawlor, ed. C. Toulis a. o. San Diego: Wizards Bookshelf, 1979 (полный англ. перевод).
- Theon of Smyrna. Mathematics Useful for Reading Plato. Translated by A. Barker // Greek Musical Writings. Vol. 2. Cambridge, 1989, pp. 211–229 (англ. перевод гармоники Теона)
- Теон Смирнский. Изложение математических предметов, полезных при чтении Платона. Пер. А. И. Щетникова. ΣΧΟΛΗ, 3, 2009, сс. 466—558.

### О нём
- Щетников А. И. Теон Смирнский. // Античная философия: энциклопедический словарь. Под ред. М. А. Солоповой. М.: Прогресс-Традиция, 2008. C. 724—726.
- Диллон Дж. Средние платоники. СПб., 2002. С. 382—384.